# Flamstead
Flamstead – wieś w Anglii, w hrabstwie Hertfordshire, w dystrykcie Dacorum. Leży 25 km na zachód od miasta Hertford i 41 km na północny zachód od centrum Londynu.